# Landkreis Regen
 For alternative betydninger, se Regen.
Landkreis Regen er den nordligste  Landkreis i Regierungsbezirk Niederbayern i den tyske delsatat Bayern. Nabolandkreise er mod nord er Landkreis Cham i Regierungsbezirk Oberpfalz , mod nord og øst ligger den  tjekkiske Region Pilsen (Plzeňský kraj), mod sydøst  Landkreis Freyung-Grafenau, i sydvest  Landkreis Deggendorf og mod vest  Landkreis Straubing-Bogen.

## Geografi
Hele landkreisen ligger i  Bayerischer Wald, der her består af den såkaldte Inneren og Vorderen Bayerischen Wald. Mellem disse ligger Pfahl, der er et landskab der består af  Kvartssten. Det højeste bjerg i Bayerischen Wald, Großer Arber, ligger ved den nordlige kreisgrænse til Landkreis Cham. Kreis og Kreisstadt har navn efter floden Regen, hvis kildeflod Schwarzer Regen  går gennem området i en stor bue, fra øst mod vest. Schwarze Regen dannes af to kildefloder,  Lille- og Store Regen, som løber sammen ved  Zwiesel, i den østlige del af landkreisen.

## Byer og kommuner
Kreisen havde 77656  indbyggere pr.  2018-12-31

| Byer 1. Regen (11001) 2. Viechtach (8364) 3. Zwiesel (9421) Købstæder (markt) 1. Bodenmais (3562) 2. Ruhmannsfelden (2048) 3. Teisnach (2950) Verwaltungsgemeinschafte 1. Ruhmannsfelden med kommunerne Achslach, Gotteszell, Ruhmannsfelden (Markt) og Zachenberg | Kommuner 1. Achslach (921) 2. Arnbruck (1940) 3. Bayerisch Eisenstein (1045) 4. Bischofsmais (3144) 5. Böbrach (1648) 6. Drachselsried (2455) 7. Frauenau (2713) 8. Geiersthal (2238) 9. Gotteszell (1222) 10. Kirchberg i.Wald (4338) 11. Kirchdorf i.Wald (2121) 12. Kollnburg (2795) 13. Langdorf (1821) 14. Lindberg (2279) 15. Patersdorf (1718) 16. Prackenbach (2781) 17. Rinchnach (3062) 18. Zachenberg (2069) |